# CURVED MUSIC II 〜CM Tracks of JOE HISAISHI〜
『CURVED MUSIC II 〜CM Tracks of JOE HISAISHI〜』（カーブド・ミュージックツー シーエムトラックス・オブ・ジョウ・ヒサイシ）は、久石譲のコンピレーション・アルバム。2003年1月29日にユニバーサルミュージック / アイランド・レコードから発売された。

## 構成
久石譲が手がけたCMソングを集めたコンピレーション・アルバムで、1987年にポリドール・レコードから発売された第1作『CURVED MUSIC』から16年ぶりにリリースされた第2作目となる。

## 収録曲
| 全作曲・編曲: 久石譲。 |                                                               |           |            |                                                                               |      |
| #                      | タイトル                                                      | 作詞      | 作曲・編曲 | タイアップ                                                                    | 時間 |
| 1.                     | 「Asian Dream Song -TOYOTAカローラ-」                         |           | 久石譲     | TOYOTA「カローラフィールダー」                                                | 5:29 |
| 2.                     | 「Happin' Hoppin' -キリンビール一番搾り おんたまくんたま編-」 |           | 久石譲     | キリンビール「一番搾り」                                                      | 0:31 |
| 3.                     | 「Happin' Hoppin' -キリンビール一番搾り 春だこ編-」           |           | 久石譲     | キリンビール「一番搾り」                                                      | 0:51 |
| 4.                     | 「Happin' Hoppin' -キリンビール一番搾り 樽生編-」             |           | 久石譲     | キリンビール「一番搾り 樽生」                                                 | 0:28 |
| 5.                     | 「Happin' Hoppin' -キリンビール一番搾り ゴーヤー編-」         |           | 久石譲     | キリンビール「一番搾り」                                                      | 1:02 |
| 6.                     | 「Happin' Hoppin' -キリンビール一番搾り 毬花編-」             |           | 久石譲     | キリンビール「毬花一番搾り」                                                  | 1:06 |
| 7.                     | 「Ballet au lait -全国牛乳普及協会-」                         |           | 久石譲     | 全国牛乳普及協会                                                              | 0:32 |
| 8.                     | 「Summer (guitar version) -TOYOTAカローラスパシオ-」          |           | 久石譲     | TOYOTA「カローラスパシオ」                                                    | 1:04 |
| 9.                     | 「Summer -TOYOTAカローラ-」                                   |           | 久石譲     | - TOYOTA「カローラ」 - TOYOTA「カローラフィールダー 特別仕様車1.5X“Limited”」 | 5:25 |
| 10.                    | 「Silence (short version) -DUNLOP VEURO-」                    |           | 久石譲     | 住友ゴム工業「デジタイヤ プレミアム VEURO」                                   | 1:17 |
| 合計時間:              | 合計時間:                                                     | 合計時間: | 17:45      |                                                                               |      |